# Go A
Go_A (Oekraïens: Ґоу_Ей) is een Oekraïense band.

## Biografie
De band bestaat uit Kateryna Pavlenko (zangeres), Ihor Didentsjoek, Taras Sjevtsjenko en Ivan Hryhorjak. De band won de Oekraïense voorronde voor het Eurovisiesongfestival 2020 met het lied Solovej. Het festival werd evenwel geannuleerd. Hierop besloot de Oekraïense openbare omroep om de band intern te selecteren voor deelname aan het Eurovisiesongfestival 2021. Op 18 mei 2021 lukte het de band om met het lied Шум (Shum) bij de top 10 van de 1e halve finale te geraken, waardoor ze door mochten naar de finale op 22 mei. In die finale haalde ze de 5de plaats van de 26 landen. Na het festival won de band aan populariteit en tourden ze door Europa. Er werden in Nederland onder meer concerten gegeven op Lowlands, Paaspop en Appelpop en in België op Crammerock en Pukkelpop.

## Discografie

### Albums
- 2016: Idy na zvoek (Іди на звук)

### Singles
- 2019: Rano-ranenko (Рано-раненько)
- 2020: Solovej (Соловей)
- 2021: Shum (Шум)
- 2022 : Kalyna (Калина)
- 2023: Rusalochki (Русалочки)
- 2023: Vorozhyla (Ворожила)
- 2023: Dumala (Думала)
- 2024: Krip (Кріп)

| Single met hitnotering(en) in de Vlaamse Ultratop 50 | Datum van verschijnen | Datum van binnenkomst | Hoogste positie | Aantal weken | Opmerkingen                                     |
| ---------------------------------------------------- | --------------------- | --------------------- | --------------- | ------------ | ----------------------------------------------- |
| Shum                                                 | 2021                  | 29-05-2021            | 29              | 5            | Oekraïense inzending Eurovisiesongfestival 2021 |

2003: Oleksandr Ponomarjov · 
2004: Ruslana · 
2005: GreenJolly · 
2006: Tina Karol · 
2007: Vjerka Serdjoetsjka · 
2008: Ani Lorak · 
2009: Svitlana Loboda · 
2010: Alyosha · 
2011: Mika Newton · 
2012: Gaitana · 
2013: Zlata Ohnevytsj · 
2014: Maria Jaremtsjoek · 
2016: Jamala · 
2017: O.Torvald · 
2018: Mélovin · 
2021: Go_A · 
2022: Kalush Orchestra · 
2023: Tvorchi · 
2024: Alyona Alyona & Jerry Heil · 
2025: Ziferblat